# 아이리시 브렉퍼스트
아이리시 브렉퍼스트(영어: Irish breakfast, 아일랜드어: bricfeasta Éireannach 브리키퍄스터 에려너흐)는 아일랜드식 아침 식사이다. 베이컨, 소시지, 달걀(프라이나 스크램블), 화이트 푸딩, 블랙 푸딩, 토스트, 토마토 등으로 이루어져 있다.

## 같이 보기
- 스코티시 브렉퍼스트
- 얼스터 프라이
- 웰시 브렉퍼스트
- 잉글리시 브렉퍼스트
- 코니시 브렉퍼스트